# Anton Wisselinck

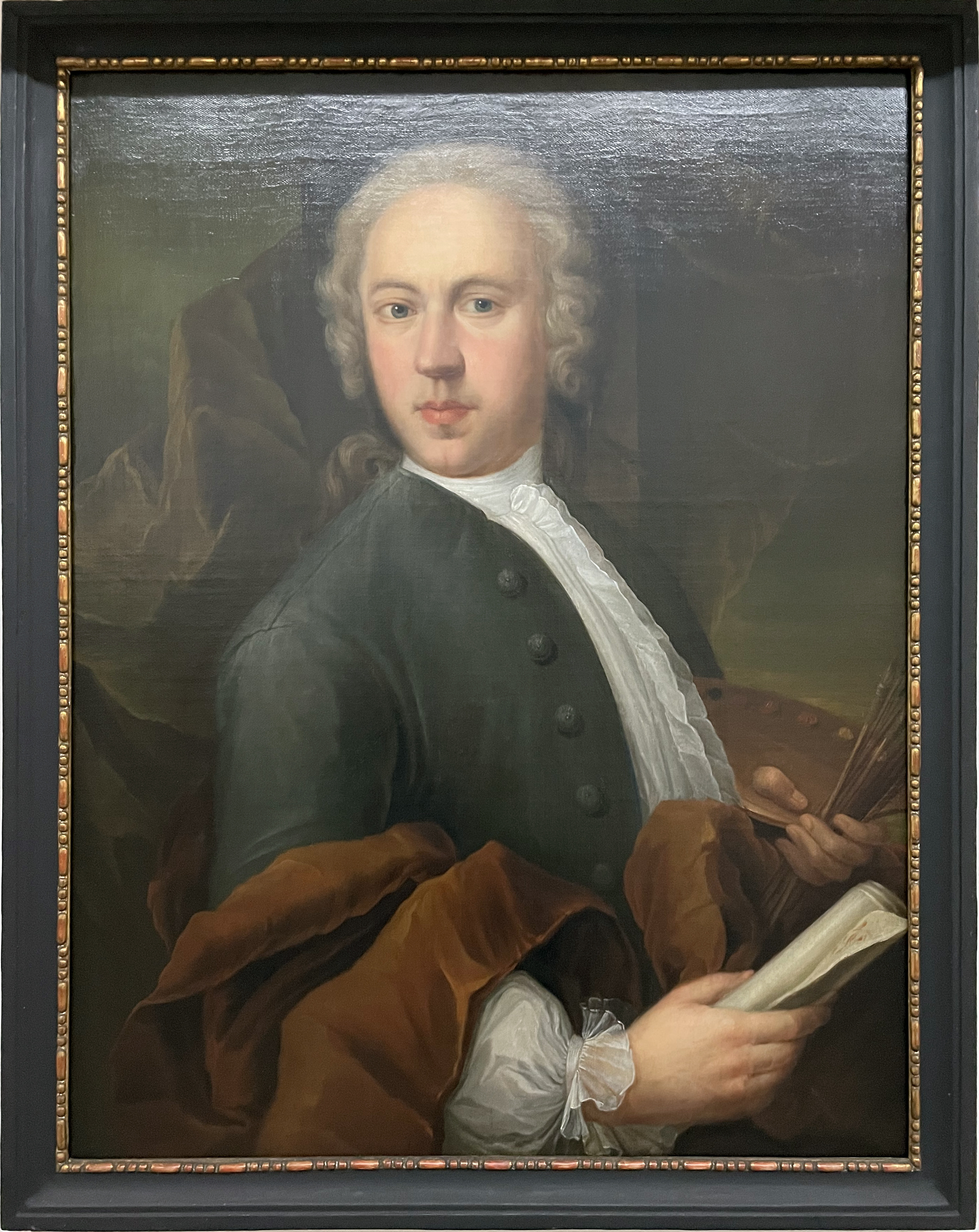
Selbstbildnis, 1740, Stadtmuseum Landeshauptstadt Düsseldorf

Anton Wisselinck (* 22. Juli 1702 in Bocholt, Hochstift Münster; † 20. Mai 1771 in Düsseldorf, Herzogtum Jülich-Berg) war ein deutscher Porträt- und Historienmaler, Düsseldorfer Hofmaler unter Kurfürst Karl Theodor von der Pfalz und um 1769 als Nachfolger von Lambert Krahe Inspektor der Gemäldegalerie Düsseldorf.

## Leben
Anton Wisselinck war das siebte Kind von Wilhelm Wisselinck und dessen Ehefrau Elisabeth, geborene Prins. Die Familien seiner Eltern stammten aus Bocholt und Aalten und gehörten der Reformierten Kirche an. Um 1730 zog Wisselinck nach Düsseldorf, nachdem er vermutlich eine erste Ausbildung in Soest erhalten hatte, wo seine ältere Schwester Sophia lebte. In Düsseldorf wurde der Galerieinspektor und Maler Gerhard Joseph Karsch sein Lehrer und Förderer. Unter dessen Aufsicht kopierte er Gemälde der Düsseldorfer Galerie. Um 1739 wurde er im Zusammenhang mit der Kalkulation für die Projektkosten eines von Johann Joseph Couven entworfenen Hochaltars für die Düsseldorfer Hofkirche St. Andreas erwähnt.
Wisselinck begann, sich als Porträtmaler zu etablieren. Mit Unterstützung des Galerieinspektors Joseph Wilhelm Karsch (1715/16–1755) wurde er in den 1740er Jahren zum Hofmaler berufen. Als solcher erhielt er den Auftrag, die Loretokapelle in Bilk auszumalen. Ein weiterer Auftrag der kurfürstlichen Verwaltung war die Fertigung der Deckengemälde in der Eingangshalle und den Sälen des Gouvernementsgebäudes auf der Thomasbastion. Für diese Arbeiten, die sich über Jahre erstreckten, erhielt er ein regelmäßiges Einkommen als Maler des kurfürstlichen Hofes.
Am 28. September 1734 heiratete Wisselinck in Düsseldorf Maria Catharina Beckmann (1713–1773), die Tochter eines wohlhabenden Düsseldorfer Bäckermeisters, dessen Erbmasse mangels männlicher Nachkommen bald ihm als Schwiegersohn zufiel. Mit seiner Ehefrau, die ihn um wenige Monate überlebte, hatte er zehn Kinder. Im Siebenjährigen Krieg, kurz nach der Schlacht bei Krefeld, gehörte Wisselincks in der Andreasstraße gelegenes Wohnhaus „Zum großen Schaf“ zu den 65 schwer beschädigten Gebäuden der belagerten und beschossenen Stadt. Die Familie zog daher in das Haus „Zum güldenen Schellfisch“ in der Flinger Straße um.
Der in Italien geschulte Maler Lambert Krahe, der 1756 zum Inspektor der Gemäldegalerie Düsseldorf ernannt worden war, ließ Wisselinck 1762 zu seinem Stellvertretender berufen. Krahe selbst wurde dadurch entlastet und konnte sich um den Aufbau seiner 1762 gegründeten Malschule kümmern. Für Wisselinck war die Stellung an der Galerie mit einem Jahressold von 200 Gulden verbunden. Seine erste bedeutende Aufgabe bestand in den Jahren 1762 und 1763 darin, auf Rheinschiffen ehemalige Bestände der Düsseldorfer Galerie aus Mannheim nach Düsseldorf zurückzuführen.
Als um 1769 Krahes Malschule vom Grupello-Haus in die Mühlenstraße verlegt werden musste, weil die Räumlichkeiten als Residenz des kurfürstlichen Statthalters Johann Ludwig von Goltstein hergerichtet werden sollten, erreichte Krahe in diesem Zuge die Zusage zur Umwandlung seiner privaten Malschule in die staatliche Kunstakademie Düsseldorf. Daher gab Krahe die Leitung der Gemäldegalerie an Wisselinck weiter, der so zum Galerie-Inspektor aufstieg. Wisselinck übte dieses Amt allerdings nur wenige Monate bis zu seinem Tod im Alter von 68 Jahren aus. Sein Nachfolger wurde Joseph Brulliot. 
In den letzten Jahren seines Lebens war Wisselinck mit der Restaurierung von Gemälden in Schloss Bensberg beschäftigt. Kurfürst Karl Theodor beabsichtigte, das Schloss als Jagdschloss zu nutzen. Daher sollten prächtige Fresken, die italienische Hofmaler dort geschaffen hatten, wieder in den ursprünglichen Zustand versetzt werden.
Wahrscheinlich ist, dass Wisselinck mehrere Schüler hatte, so Friedrich Delitz und wohl auch Johann Georg Ziesenis den Jüngeren.